# Taworn Tarwan
Taworn Tarwan (thailändisch ถาวร ทาวัน; * 9. September 1947) ist ein ehemaliger thailändischer Radrennfahrer.

## Sportliche Laufbahn
Tarwan war im Bahnradsport aktiv und Teilnehmer der Olympischen Sommerspiele 1972 in München. Im Sprint schied er im Vorlauf aus.
Er war auch Teilnehmer der Olympischen Sommerspiele 1976 in Montreal. Im 1000-Meter-Zeitfahren kam er auf den 27. Rang. Im Sprint schied er im Vorlauf gegen Daniel Morelon aus.